# Premi Sur a la millor actriu revelació
El Premi Sur a la millor actriu revelació és un dels premis atorgats per La Academia de las Artes y Ciencias Cinematográficas de la Argentina (AACCA) en reconeixement d'aquelles actrius debutants amb interpretacions destacades en alguna pel·lícula de l'any anterior, les quals són elegides mitjançant una votació realitzada pels integrants de les branques de Direcció, Guió i Interpretació de l'associació.

## Guardonades per any

### Dècada de 2020
| 2020 15a edició    |                                       |         |
| Nina Suárez        | Planta permanente                     | Yanina  |
| Ailín Zaninovich   | Caballo de mar                        | Dora    |
| Nina Dziembrowski  | Emilia                                | Rosario |
| Antonella Saldicco | La muerte no existe y el amor tampoco | Emilia  |

### Dècada de 2010
| 2019 14a edició      |                                     |                       |
| Amanda Minujín       | Las buenas intenciones              | Amanda                |
| Manuela Martínez     | Sueño Florianópolis                 | Florencia             |
| Ornella D'Elia       | Los sonámbulos                      | Ana                   |
| Nicole Rivadero      | La botera                           | Tatiana               |
| 2018 13a edició      |                                     |                       |
| Mora Arenillas       | Invisible                           | Ely                   |
| Mercedes Funes       | Yo soy así, Tita de Buenos Aires    | Tita Merello          |
| Sandra Sandrini      | La cama                             | Mabel                 |
| Camila Plaate        | El motoarrebatador                  | Antonella             |
| 2017 12a edició      |                                     |                       |
| Yanina Ávila         | Una especie de familia              | Marcela               |
| Agustina Cabo        | Mamá se fue de viaje                | Lara Garbo            |
| Cumelén Sanz         | No te olvides de mí                 | Aurelia               |
| Dana Basso           | Alanis                              | Gisela                |
| 2016 11a edició      |                                     |                       |
| Verónica Gerez       | Cómo funcionan casi todas las cosas | Celina                |
| Uma Salduende        | Al final del túnel                  | Betty                 |
| Maruja Bustamante    | Permitidos                          | Soledad               |
| Eva de Dominici      | Sangre en la boca                   | Déborah               |
| 2015 10a edició      |                                     |                       |
| María Eugenia Suárez | Abzurdah                            | Cielo Latini          |
| Laura López Moyano   | La patota                           | Laura                 |
| Malena Figó          | Mi amiga del parque                 | Cora                  |
| Guadalupe Manent     | Sin hijos                           | Sofía                 |
| 2014 9a edició       |                                     |                       |
| Marina Bellati       | Betibú                              | Karina                |
| Yosiria Huaripata    | El cerrajero                        | Daisy                 |
| Telma Crisanti       | El crítico                          | Ágatha                |
| Carla Quevedo        | Abril en Nueva York                 | Valeria               |
| 2013 8a edició       |                                     |                       |
| Florencia Bado       | Wakolda                             | Lilith                |
| Calu Rivero          | Tesis sobre un homicidio            | María Laura Di Natale |
| Eugenia Capizzano    | Cornelia frente al espejo           | Cornelia              |
| Karina K             | Caídos del mapa                     | Elvira "La Foca"      |
| 2012 7a edició       |                                     |                       |
| Hebe Duarte          | Las acacias                         | Jacinta               |
| María Canale         | Abrir puertas y ventanas            | Marina Tauss          |
| Violeta Palukas      | Infancia clandestina                | María                 |
| Elena Roger          | Un amor                             | Lisa                  |
| 2011 6a edició       |                                     |                       |
| Romina Paula         | El estudiante                       | Paula                 |
| Muriel Santa Ana     | Un cuento chino                     | Mari                  |
| 2010 5a edició       |                                     |                       |
| Julieta Zylberberg   | La mirada invisible                 | María Teresa Cornejo  |
| Milagros Caetano     | Francia                             | Mariana               |
| Paloma Contreras     | La mosca en la ceniza               | Patricia "Pato"       |
| Florencia Raggi      | Tres deseos                         | Victoria              |

### Dècada de 2000
| 2009 4a edició     |                          |                                  |
| Mariela Vitale     | El niño pez              | Ailín "La Guayi"                 |
| Alejandra Manzo    | Anita                    | Anita Feldman                    |
| Vera Spinetta      | Las viudas de los jueves | Trina                            |
| Juana Viale        | Las viudas de los jueves | Carla                            |
| 2008 3a edició     |                          |                                  |
| Martina Gusmán     | Leonera                  | Julia Zárate                     |
| Martina Juncadella | Encarnación              | Ana                              |
| Luz Palazón        | Rancho aparte            | Clara                            |
| Mercedes Scápola   | Rancho aparte            | Susana                           |
| 2007 2a edició     |                          |                                  |
| Inés Efron         | XXY                      | Álex                             |
| Vera Carnevale     | El amor y la ciudad      | Juana                            |
| Sofía Gala         | El resultado del amor    | Mabel                            |
| 2006 1a edició     |                          |                                  |
| Marina Vilte       | Una estrella y dos cafés | Estela                           |
| Bárbara Lombardo   | Cautiva                  | Cristina Quadri / Sofía Lombardi |
| Cristina Villamor  | El custudio              | Beatriz                          |
| Vanesa Weinberg    | El custudio              | Rocío                            |